# پایتون توپی
پایتون توپی (نام علمی: Python regius) نام یک گونه از سرده پایتون است . 
پایتون توپی نوعی مار  بسیار آرام است و علاقه مند است خود رابه شکل توپ کند. این حیوان خانگی در شرایط ایده آل بیش از 30 سال عمر می کند. اندازه مار پایتون بالغ 90 تا 120 سانتی متر و وزن آن تا 3 کیلوگرم می رسد.